# Martin-Claude Monot
Pour les articles homonymes, voir Monot.
Martin-Claude Monot (né à Paris en 1733, mort dans la même ville en 1803) est un sculpteur français, principalement actif sous le règne de Louis XVI et pendant la Révolution française. 

## Biographie
Élève à l'Académie royale de peinture et de sculpture dans l'atelier du sculpteur Louis-Claude Vassé, il remporte le prix de Rome de sculpture en 1760 (avec un bas-relief représentant le Sacrifice des Israëlites au retour de l'arche). Il séjourne à l'Académie de France à Rome entre 1763 et 1768, et y réalise une réduction en terre-cuite de l'Hercule Farnèse (1766, Paris, musée du Louvre). 
De retour à Paris, il est agréé à l'Académie en 1769, puis reçu en 1779 sur présentation d'un Génie du Printemps (marbre, Paris, musée du Louvre), dont le modèle en plâtre avait été présenté au Salon de 1771. 
Il est nommé sculpteur du comte d'Artois, frère de Louis XVI. 
Il participe, dans les années 1780, à la commande des « grands hommes », voulue par le comte d'Angiviller, surintendant des Bâtiments du Roi, réalisant une effigie en pied d'Abraham Duquesne. Il réalise également des bustes en terre-cuite et en marbre, et sculpte le monument funéraire de Félicité Brulart, duchesse d'Estrées, pour le couvent parisien des Dames de Sainte-Marie (saisi à la Révolution, détruit). 

## Liste des œuvres
- Buste de Guy Jean-Baptiste Target, 1769, marbre, collection particulière
- Le Génie du Printemps, 1779, marbre, Paris, musée du Louvre
- Le Génie du Printemps, vers 1779, esquisse ou réduction, terre-cuite, Paris, musée du Louvre
- Enfant jouant avec son pied, 1779, plâtre, Paris, musée du Louvre
- L'Amour endormi, 1781, marbre, Munich, Residenz
- Buste de Louis-Philippe, comte de Ségur, 1783, marbre, Versailles, musée national du château
- Buste de Marie d'Aguesseau, comtesse de Ségur, 1783, marbre, Versailles, musée national du château
- Buste de Louis-Antoine d'Artois, duc d'Angoulême, 1783, terre-cuite, Versailles, musée national du château
- Abraham Duquesne, 1784-1787, marbre, Versailles, musée national du château